# Rio Jacupiranga
O Rio Jacupiranga é um rio do estado de São Paulo, no Brasil.

## Topônimo
"Jacupiranga" é um termo tupi que significa "jacu vermelho", através da junção dos termos ya'ku ("jacu") e pyrang ("vermelho").